# Basilique du Sacré-Cœur-de-Jésus de Pondichéry
Pour les articles homonymes, voir Basilique du Sacré-Cœur.
La basilique du Sacré-Cœur-de-Jésus (en tamoul : தூய இருதய ஆண்டவர் பசிலிக்கா), est un édifice religieux catholique sis à Pondichéry, en Inde du Sud. De style néogothique oriental, l’église fut construite en 1902, en hommage au Sacré-Cœur. Elle fut érigée en basilique mineure en 2011, peu après son centenaire.

## Histoire
En 1895, Mgr Joseph-Adolphe Gandy (en) (1839-1909), archevêque de Pondichéry, consacra son diocèse au Sacré-Cœur de Jésus, et conçut le projet de construire une église en hommage au Sacré-Cœur et le confia au père Télesphore Welter (1854-1909), MEP, curé de Nellithope, qui en conçut le plan architectural. Le curé de la cathédrale, le père Fourcaud, ouvrit le chantier en 1902, sur le South Boulevard de Pondichéry, alors comptoir commercial français en Inde du Sud. L’église est consacrée et la première messe est célébrée (par Mgr Gandy) le 17 décembre 1907. Peu après, la paroisse du Sacré-Cœur est canoniquement érigée (27 janvier 1908).  Durant son premier centenaire une vingtaine de curés se sont succédé à la tête de la paroisse.  
Une grotte de Lourdes fut installée vers 1960 (centenaire des apparitions de Lourdes). D’autres bâtiments fonctionnels — une salle paroissiale, une chapelle pour l‘adoration — furent construits. En 2005 une rénovation complète de l’église fut faite. En 2008-2009 le centenaire de la paroisse fut célébré. Un timbre-poste fut émis à cette occasion.  Et une requête fut introduite auprès du Saint-Siège pour que l’église soit déclarée « basilique » (juin 2009). La requête fut accordée (24 juin 2011), et lors d’une cérémonie solennelle (2 septembre 2011) le nonce apostolique du Saint-Siège en Inde (en), Mgr Salvatore Pennacchio, érigea l’église en « basilique du Sacré-Cœur-de-Jésus ».  
Le nombre de pèlerins et visiteurs augmente d’année en année.

## Description
Le bâtiment est un exemple d’architecture néo-gothique adaptée au goût oriental. En forme de croix latine il a 50 mètres de long, 48 mètres de large et 18 mètres de hauteur ; 24 colonnes, à l’intérieur soutiennent l’édifice. Au-dessus de l’entrée est inscrit une adaptation du verset biblique 2 Chr 7:16 : « sanctificavi locum istum, ut sit cor meum ibi » (« J’ai consacré cette maison afin que mon cœur s’y trouve ») Dans l’église des vitraux rappellent 28 saints plus particulièrement associés à la dévotion au Sacré-Cœur de Jésus. 
Les statues des quatre évangélistes furent fixées aux coins de façade des deux tours ; devant chaque se trouve un lampadaire éclairant un texte donnant en bref un résumé de leur vie. Donnant sur le Sacred-Heart Square une grotte artificielle surmontée de la statue du Sacré-Cœur a été érigée. Inaugurée en 2006 elle fait face à la gare de Pondichéry.